# Senta
Senta (serbisch-kyrillisch Сента [sɛ̌ːnta], deutsch, rumänisch und ungarisch Zenta [ˈzɛntɒ]) ist eine Stadt an der Theiß in der Provinz Vojvodina in Serbien.
Obwohl sich die Stadt geographisch in der Batschka befindet, ist sie Teil des Bezirkes Nördliches Banat (Severni Banat). Laut Zensus von 2011 zählt die Stadt 18.704 Einwohner, in der Opština Senta leben 23.316 Einwohner; die Mehrheit der Stadtbevölkerung (etwa 77 %) betrachtet sich als Magyaren.
Die Stadt ist insbesondere durch die Schlacht bei Zenta 1697 bekannt.

## Geschichte
Erstmals erwähnt wurde die Stadt 1216 unter dem Namen Szintarev. Seit 1246 gehörte sie zum Komitat Csanád, einem Teil des Königreichs Ungarn. 1506 wurde Senta das Privileg einer freien Königsstadt zuteil. Truppen des Osmanischen Reiches zerstörten den Ort im Jahre 1526, und er blieb während des 16. und 17. Jahrhunderts unter deren Herrschaft.

## Politik

### Wappen
Blasonierung: „In Blau eine goldene Roggenähre mit zwei abgewinkelten, grünen Bättern, belegt mit einem Paar gekreuzter goldener Schlüssel, in deren Ringreiten (Schlüsselgriffe) je ein abgewandter, silberner Stör.“

### Städtepartnerschaften
Senta hat nach eigenen Angaben mit folgenden Städten Partnerschaften geschlossen:
| - Cristuru Secuiesc, Rumänien - Csorvás, Ungarn - Dabas, Ungarn - Dunajská Streda, Slowakei - Dunaszentgyörgy, Ungarn - Gödöllő, Ungarn - Hódmezővásárhely, Ungarn | - Kaszaper, Ungarn - Kranj, Slowenien - Medijana (Stadtbezirk von Niš), Serbien - Mukatschewo, Ukraine - Tiszafüred, Ungarn - Törökszentmiklós, Ungarn - I. Budapester Bezirk, Ungarn |

## Söhne und Töchter der Stadt
- Max Schach (1886–1957), Filmproduzent, Journalist und Filmkritiker
- Michael Fekete (1886–1957), Mathematiker
- Istvan Korpa (* 1945), Tischtennisspieler und -trainer
- Tanja Kragujević (* 1946), Dichterin
- Radivoje Krivokapić (1953–2024), Handballspieler
- Marko Krivokapić (* 1976), Handballspieler
- Tamara Boroš (* 1977), Tischtennisspielerin
- Arpad Šterbik (* 1979), Handballtorwart
- Kristijan Fris (* 1984), Ringer
- Zsófia Dolník-Domány (* 1988), Schachspielerin
- Čaba Silađi (* 1990), Schwimmer
- Viktor Nemeš (* 1993), Ringer
- Laslo Đere (* 1995), Tennisspieler
- Uroš Borzaš (* 1999), Handballspieler
- Sabina Šurjan (* 2000), Tischtennisspielerin
- Anna Albek (* 2001), ungarische Handballspielerin
- Zoran Ilić (* 2002), serbisch-ungarischer Handballspieler

## Nachweise
1. ↑  Homepage Zenta – Testvérvárosaink (Unsere Partnerschaften; ungarisch)